# Danza de los cascabeleros

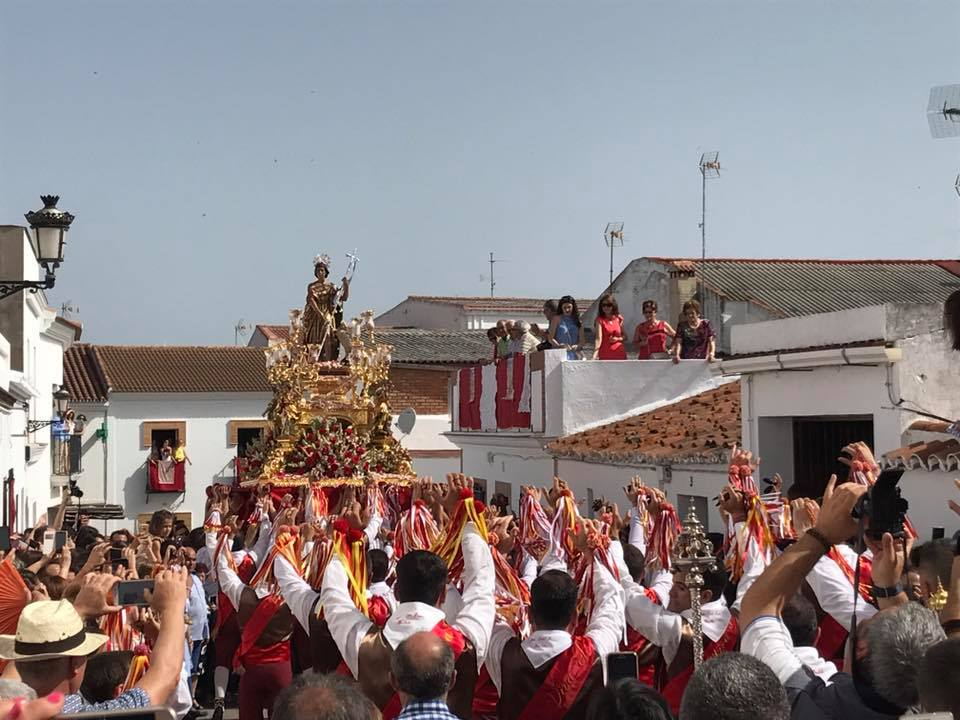
Interpretación de la Danza de los cascabeles en la procesión de San Juan Bautista

La danza de los cascabeleros, también conocida como danza de San Juan Bautista, es una de las llamadas danzas rituales onubenses, desarrollada en la localidad de Alosno, en la provincia de Huelva, España. Los símbolos fundamentales que identifican a la danza son: San Juan Bautista, las «cascabeleras», su indumentaria y la «folía», mudanza realizada en los momentos clave de la fiesta. Durante el desarrollo de la fiesta son lugares importantes: la iglesia de Nuestra Señora de Gracia, la plaza de la Constitución, el paseo de la calle Nueva y las calles por donde se realiza el recorrido procesional del santo.
Es una danza ritual en honor a San Juan Bautista, patrón de Alosno, en el contexto de la fiesta del 24 de junio. La danza es realizada por un único grupo de danzantes denominados «cascabeleros», compuesto por unos diecinueve hombres adultos acompañados durante el desfile procesional por un grupo infantil. Del grupo sobresale el «cabeza», cuya función es iniciar la mudanza indicada por el «maestro de ceremonias» que desfila junto a los danzantes. En la danza se distinguen dos modalidades: bajo la figura del «coro» o cuando se danza en fila, durante la procesión. Los «cascabeleros» interpretan la danza con palillos o castañuelas adornadas con cintas blancas, rojas y amarillas, madroños y cascabeles o «cascabeleras» en las tobilleras.
En la indumentaria de los cascabeleros predomina el color rojo, símbolo de la condición de mártir de San Juan Bautista. Visten calzón con pernera a media pierna con botonaduras en los lados, camisa y cuello de pico, chalequillo de terciopelo, faja en la cintura, banda con la invocación “Viva San Juan Bautista”, y medias.
Los cascabeleros de Alosno danzaron ante el papa Juan Pablo II en 1993, durante la eucaristía celebrada en la avenida de Andalucía de Huelva con motivo de su único viaje apostólico a la ciudad.
En junio de 2007 fue inaugurado en Alosno un monumento a los cascabeleros, obra de Martín Lagares, que representa a uno de los danzantes con los brazos alzados en el momento de interpretar la folía.